# 20331 Bijemarks
A 20331 Bijemarks (ideiglenes jelöléssel 1998 HH45) a Naprendszer kisbolygóövében található aszteroida. A LINEAR projekt keretében fedezték fel 1998. április 20-án.